# سبینه
سبینة (به عربی: سبینة) یک منطقهٔ مسکونی در سوریه است که در استان ریف دمشق واقع شده‌است.

## خصوصیات
سبینة ۶۲٬۵۰۹ نفر جمعیت دارد.